# Gąski, huyện Koszaliński
Gąski [ˈɡɔ̃ski] (tiếng Đức: Funkenhagen)  là một ngôi làng ở quận hành chính của Gmina Mielno, trong Koszaliński, Zachodniopomorskie, ở tây bắc Ba Lan. Nó nằm khoảng 18 kilômét (11 mi) phía tây Koszalin và 127 km (79 mi) về phía đông bắc của thủ đô khu vực Szczecin.
Ngôi làng có dân số 400 người.
Gąski là một trong những điểm đến du lịch nổi tiếng nhất trên bờ biển Ba Lan vì những bãi biển đẹp và thiên nhiên, hướng đến sự phát triển bền vững.

## Lịch sử
Trước năm 1945, ngôi làng là một phần của Đức và được gọi là Funkenhagen. Sau Thế chiến II, khu vực này được đặt dưới sự quản lý của Ba Lan bởi Hiệp định Potsdam dưới những thay đổi về lãnh thổ mà Liên Xô yêu cầu. Hầu hết người Đức chạy trốn hoặc bị trục xuất và thay thế bằng người Ba Lan bị trục xuất khỏi khu vực Ba Lan do Liên Xô sáp nhập.

## Cuộc biểu tình chống lại việc xây dựng mộtnhà máy điện hạt nhân

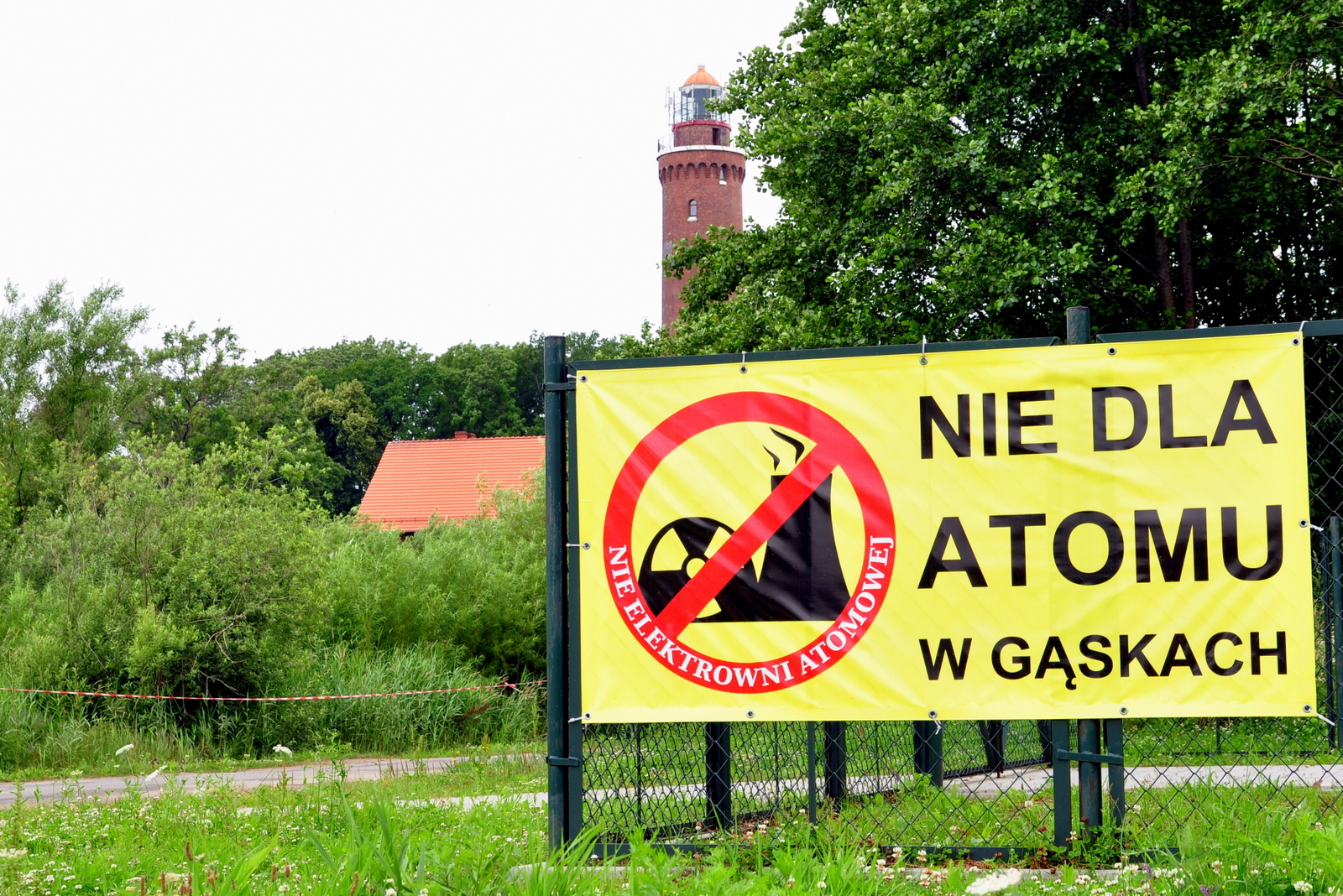
Biểu ngữ ở Gąski được hiển thị bởi những người dân phản đối kế hoạch xây dựng NPP (tháng 7 năm 2012)

Trong các hoạt động mạnh mẽ và huy động dân sự vào tháng 2 năm 2012, cuộc trưng cầu dân ý đã diễn ra trong đó 94% công dân của Mielno đã bỏ phiếu chống lại vị trí của nhà máy điện hạt nhân ở làng Gąski. Sự phản kháng của công dân đã được hỗ trợ bởi các thành viên của hai nhóm chính trị quốc hội lớn nhất (nếu không ủng hộ năng lượng hạt nhân): Nền tảng dân sự (Nghị sĩ Koszalin Marek Hok) và Luật pháp và Tư pháp (Nghị sĩ Koszalin Czesław Hoc), cũng như không phải nghị viện Đảng Xanh  và các ủy viên hội đồng của thành phố Kołobrzeg gần đó. Hiệp hội "Sinh thái Kołobrzeg" cũng ủng hộ các cuộc biểu tình vào năm 2012.
Bất chấp các cuộc biểu tình và kết quả trưng cầu dân ý, chính phủ Ba Lan vẫn khăng khăng về vị trí của NPP tại Gąski  mặc dù toàn bộ chương trình hạt nhân của Ba Lan đã bị trì hoãn 7 năm (tính đến năm 2015)  - NPP đầu tiên hiện được lên kế hoạch không sớm hơn năm 2027 (kế hoạch ban đầu là Năm 2020 và chính phủ liên quan đến việc xây dựng các mục tiêu của gói năng lượng khí hậu năm 2020 của EU). Vào tháng 6 năm 2016, công ty năng lượng nhà nước PGE EJ1 thông báo rằng họ đã rút khỏi dự án NPP ở Gąski.
Tổ chức Green Institute hỗ trợ Gąski và Mielno phát triển năng lực năng lượng tái tạo của riêng mình (công tố viên, hợp tác xã hoặc cộng đồng) cùng tổ chức chiến dịch "Dân chủ năng lượng" cùng với chính quyền Mielno.

## Xem thêm

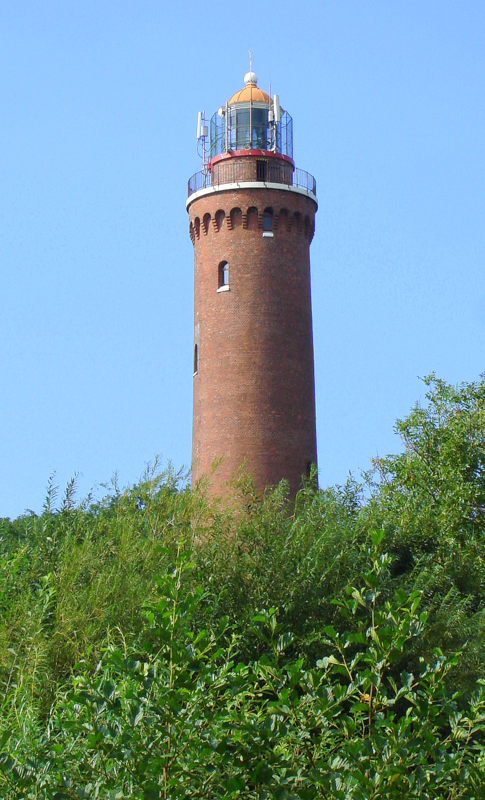
Ngọn hải đăng Gąski